# جوآنا هوپلین
جوآنا هوپلین (انگلیسی: Joana Houplin؛ زادهٔ ۱۲ فوریهٔ ۱۹۹۰) بازیکن فوتبال اهل ایالات متحده آمریکا است.
از باشگاه‌هایی که در آن بازی کرده‌است می‌توان به باشگاه فوتبال رین و باشگاه فوتبال زنان سیاتل ساندرز اشاره کرد.
وی همچنین در تیم ملی فوتبال زنان فیلیپین بازی کرده‌است.